# پاندروپ
پاندروپ (به لاتین: Pandrup) یک منطقهٔ مسکونی در دانمارک است که در Jammerbugt Municipality واقع شده‌است. پاندروپ ۲٫۷ کیلومتر مربع مساحت و ۲٬۹۲۵ نفر جمعیت دارد.